# 皮佐

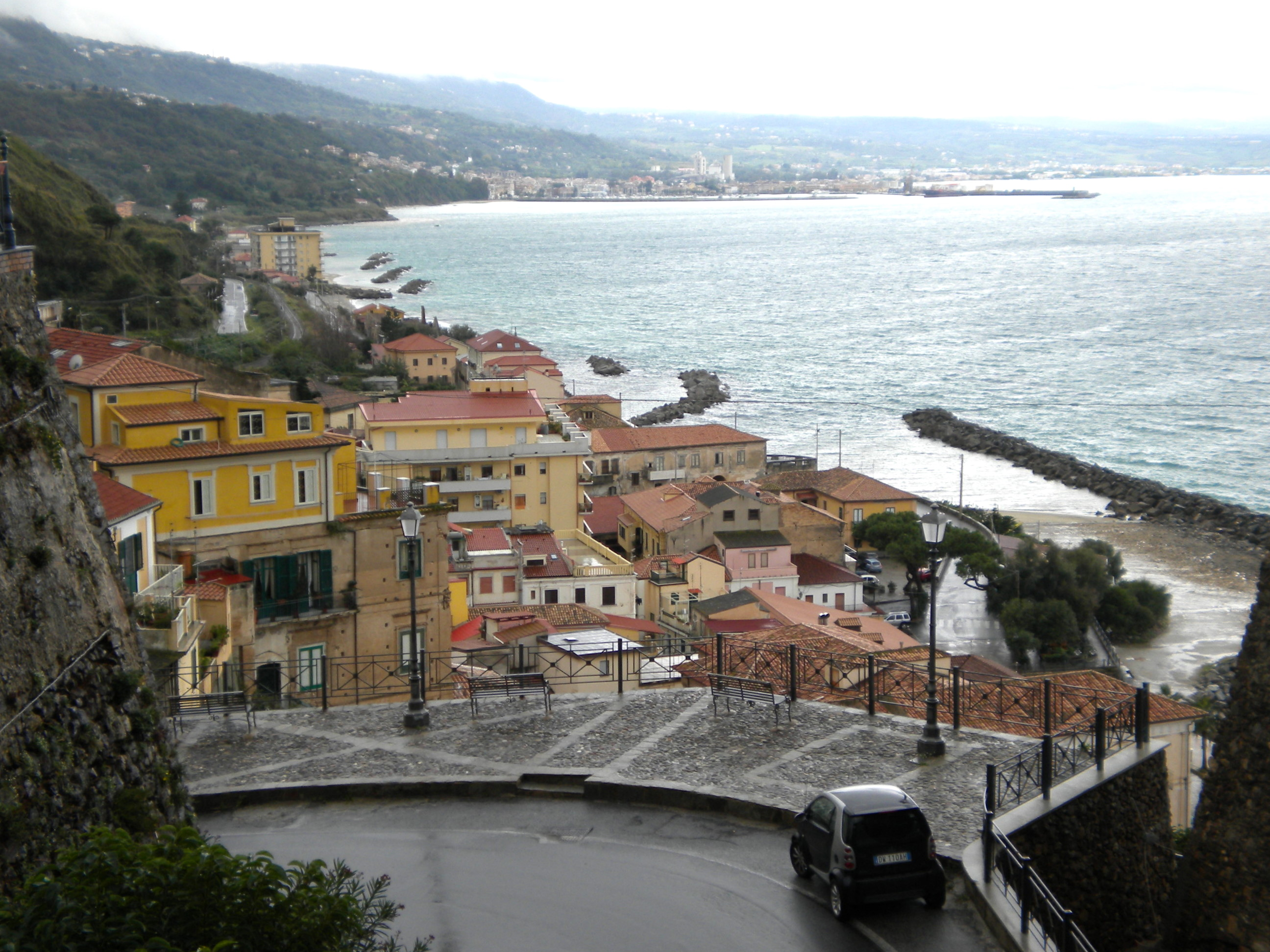
全景图

皮佐（義大利語：Pizzo）是意大利卡拉布里亚大区維博瓦倫蒂亞省的市镇。面积为22.34平方公里，人口数量为9,263人（2013年）。